# Notation positionnelle
La notation positionnelle est un procédé d'écriture des nombres, dans lequel chaque position d'un chiffre ou symbole est reliée à la position voisine par un multiplicateur, appelé base du système de numération. Chaque position peut être renseignée par un symbole (notation sans base auxiliaire) ou par un nombre fini de symboles (notation avec base auxiliaire). La valeur d'une position est celle du symbole de position ou celle de la précédente position apparente multipliée par la base. Le nombre de symboles nécessaires est au moins égal à la base, ou à la plus grande base auxiliaire utilisée.
Le système décimal usuel utilise dix symboles, plus les symboles pour les nombres signés et les nombres à virgule, tandis que le système sexagésimal babylonien se sert d'un système décimal auxiliaire pour chaque position.

## Systèmes de notation
Plusieurs notations positionnelles, dont certaines hybrides (positionnelles et additives) permettent de représenter les nombres. Voici différentes manières d'écrire le nombre 9018 dans quelques-uns de ces systèmes.

### Notations hybrides
Les notations hybrides utilisent des symboles représentant les puissances de la base, comme dans les numérations chinoise et japonaise. Ainsi, 十 = 101, 百 = 102, 千 = 103, 万 = 104 dans le système japonais. Ces numérations utilisent, comme pour les puissances de la base, des symboles représentant les sous-puissances de la base. Ainsi, 割 = 10-1, 分 = 10-2, 厘 = 10-3, 毛 = 10-4 dans le système japonais.
- Exemple

9018 s'écrit 九千十八 avec le système utilisé pour la numération japonaise (décimale), soit 9 × 1000 + [1×]10 + 8.
9018 s'écrit 九千 零十八 avec le système utilisé pour la numération chinoise (décimale), soit 9 × 1000 + 0 [× 100] + [1×]10 + 8.

### Notations positionnelles et additives
Pour la numération babylonienne, à caractère sexagésimale, les nombres étaient formés de manière additive jusqu'à 60, les valeurs ainsi obtenues étant combinées selon le principe positionnel.
- Exemple

9018 s'écrit  avec le système utilisé pour la numération babylonienne (sexagésimale), soit 2[×3600] + 30[×60] + 10 + 8, ou 2,30,18 avec la virgule comme séparateur de positions.

### Notations exclusivement positionnelles
- Avec des chiffres formés par une juxtaposition d'éléments

9018 s'écrit :
|  |
|  |
|  |
|  |

avec le système utilisé pour la numération maya (vigésimale, mais irrégulière), soit 1[×7200] + 5[×360] + 0[×20] + 18, ou 1,05,00,18 avec la virgule comme séparateur de positions.
- Avec base auxiliaire

Base principale 60 et base auxiliaire 10
9018 s'écrit 2,30,18 avec le système (sexagésimal) utilisé pour la traduction des textes mésopotamiens, soit 2[×3600] + 30[×60] + 18.
Base principale 1000 et base auxiliaire 10
C'est le système utilisé le plus généralement aujourd'hui, avec l'espace comme séparateur, souvent remplacée par le point décimal dans les pays anglosaxons et parfois par une virgule dans les autres pays.
Base principale 256 et bases auxiliaires 16 et 2
C'est le système utilisé en informatique pour coder les entiers au-dessous d'une certaine taille (dépendant des logiciels et matériels utilisés).
Base principale 10 et base auxiliaire 2
C'est le « décimal codé binaire » utilisé en informatique, principalement dans les applications de comptabilité. Un octet permet de stocker deux chiffres décimaux. Système utilisé non seulement pour éviter des conversions, coûteuses en temps, lors de l'affichage décimal des nombres, particulièrement pour ceux de grande taille, mais aussi pour éviter les imprécisions que pourrait occasionner la représentation logarithmique des grands nombres dans la notation dite scientifique.
- Sans base auxiliaire, sans zéro

9018 s'écrit 8A18 dans le système décimal positionnel sans zéro (décimal), soit 8[×1000] + 10[×100] + 1[×10] + 8, ou 8,10,1,8, avec la virgule comme séparateur de positions.
- Sans base auxiliaire, avec zéro

9018 s'écrit ๙๐๑๘ avec le système utilisé pour la numération thaï (décimale), soit 9[×1000] + 0[×100] + 1[×10] + 8, ou 9018, de même qu'avec nos chiffres arabo-indiens.

## Symboles positionnels
De même que dans notre système, aucun symbole n'est employé pour séparer chaque position dans les systèmes de numération babylonien, maya et thaï. Cependant, en l'absence de zéro positionnel, dans le système babylonien,  pouvait signifier, par exemple, aussi bien un que soixante. Cependant, dans d'autres écritures, ces marqueurs de position s'avèrent systématiques, comme la virgule utilisée pour la traduction des textes mésopotamiens.
Seuls les nombres entiers avaient une représentation dans le système de numération maya. Dans la numération babylonienne, contrairement à la ponctuation que nous plaçons entre le chiffre des unités et celui des dixièmes, aucun marqueur de position ne séparait la partie entière de la partie fractionnaire du nombre. Ainsi,  pouvait, par exemple, non seulement signifier un et soixante, mais aussi un soixantième dans le système babylonien. Quant à elle, la numération thaï utilise, comme dans notre système, un marqueur de position pour séparer les puissances de mille.

## Historique

### Période antique
La numération positionnelle existe depuis le IIIe millénaire av. J.-C. : les mathématiciens babyloniens utilisent un système de numération positionnel sexagésimal.
L'application de la notation positionnelle à un système décimal fut initiée par les chinois dans leur numération chinoise au IIe siècle av. J.-C., puis finalisée vers l'an 500 de l'ère chrétienne par les brahmanes de l'Inde. Le système est décrit dans l’Āryabhaṭīya, un ouvrage indien — rédigé par Âryabhata et daté de 499 — considéré comme l'équivalent indien de ce que seront les Éléments d'Euclide.
Dans l'Antiquité, on utilisait exclusivement de nombreux systèmes non-positionnels, dont l'exemple le plus connu est la numération romaine, où le nombre trente-huit, par exemple, s'écrit à l'aide de pas moins de sept chiffres (XXXVIII), tandis que le nombre cinquante, se contente d'un seul (L). Il est clair que, dans un tel système de notation, une simple opération comme une multiplication se révèle pratiquement impossible à effectuer sans abaque (boulier, tablettes de calcul à jetons, ou autre outil de calcul).

### Moyen Âge
La transmission du système positionnel s'opère d'abord dans le monde arabo-musulman. Au début du IXe siècle, Al-Khwârizmî décrit les notations indiennes dans un ouvrage disparu, nommé aujourd'hui Kitab al-jam'wal tafriq bi hisab al-Hindi (Livre sur l'addition et la soustraction d'après la méthode de comptage indien), puis Abu l-Hasan al-Uqlidisi, dans son ouvrage Kitab al-fusul fi-l-hisab al-Hindi (Livre sur la méthode de comptage indien), écrit au milieu du Xe siècle à Damas, vante les mérites du nouveau système de numération.
Les Européens font connaissance avec le système positionnel indo-arabe grâce à leur relation avec le monde musulman.
D'abord, à partir du XIe siècle, ces chiffres sont parfois utilisés sur les jetons de l'abaque dit "de Gerbert" (d'après Gerbert d'Aurillac, le futur pape Sylvestre II, qui introduisit le principe de cet abaque, mais dont on ne sait pas s'il utilisa déjà les chiffres arabes).
À partir du XIIe siècle, les Chrétiens découvrent des manuscrits scientifiques arabes et les traduisent en latin. C'est donc par l'intermédiaire de la traduction et de la diffusion de l’œuvre d'Al-Khwârizmî que les Européens font connaissance avec l'existence de la numération indienne positionnelle.
En 1202, Léonard de Pise, dit Fibonacci, ayant appris l'arabe et le calcul à Bougie (Béjaïa), en Algérie, publie le Liber Abaci (Livre de l'abaque), un traité de calcul et comptabilité dans lequel il expose les chiffres arabes. Au cours du XIIIe siècle, les chiffres arabes commencent à s'enseigner dans les écoles de comptabilité en Italie.
Ce système positionnel, facilitant les calculs dans le domaine commercial, met plusieurs siècles à s'installer en Europe. La cause en est une méfiance ecclésiastique (les derniers vétos ecclésiastiques concernant l'utilisation du nouveau système sont levés au XVe siècle)[réf. souhaitée] et la difficulté conceptuelle du système notamment dans sa partie décimale (on préférera longtemps utiliser les fractions ou rompues).
Les traités d'arithmétique à l'usage des marchands, s'inspirant du Liber abaci de Fibonacci, se multiplient en Italie, à partir du milieu du XIVe siècle puis, avec le développement de l'imprimerie, des ouvrages de ce type sont publiés dans plusieurs villes d'Europe. Le système décimal positionnel s'installe peu à peu et s'impose définitivement en France à la fin du XVIIIe siècle avec la Révolution.
La notation positionnelle a rendu possible une représentation simple de tous les nombres. L'intérêt de la méthode consiste également à remplacer le travail sur les fractions — véritable handicap pour les mathématiciens de l'Antiquité et du Moyen Âge — par l'utilisation des retenues :

« Multiplier ou additionner un nombre fractionnaire comme 2,5 ou 3,4 revient à effectuer les mêmes opérations que lors de l'addition ou de la multiplication de 25 et de 34, puisque la partie inférieure à l'unité reste soumise aux règles de la nouvelle numération. L'adoption d'un tel système est donc capitale pour le développement des techniques mathématiques modernes et son importance se compare sans peine à l'introduction de l'alphabet dans l'écriture. »

Ce fut ainsi une des découvertes majeures de l'histoire des mathématiques. Elle a permis le développement de l'arithmétique, et des mathématiques modernes.

## Le temps compté en base 60
Le système mésopotamien à base 60 a survécu dans notre façon de subdiviser les heures et les degrés, tous deux en minutes et secondes. Dans certaines circonstances, les deux points sont utilisés comme un séparateur de positions sexagésimales. Ainsi, 13 h 20 min 15 s s'écrit aussi 13:20:15.

## La base Shadock
Le système de numération Shadok est quaternaire et formé des nombres Ga (0), Bu (1), Zo (2), Meu (3).
C'est un système de numération par position : quand on a quatre Shadoks, on n'a plus de nouveau mot pour les compter, alors on les met dans une grande poubelle, et on dit Bu pour dire que l'on a une grande poubelle et Ga pour dire qu'il n'y a pas de shadoks à côté, d'où Bu-Ga. De même, lorsque l'on a quatre grandes poubelles, on prend une poubelle à poubelle, et on dit Bu-Ga-Ga, et ainsi de suite. C'est le principe même de la numération de position.